# Batalha de Dynekilen

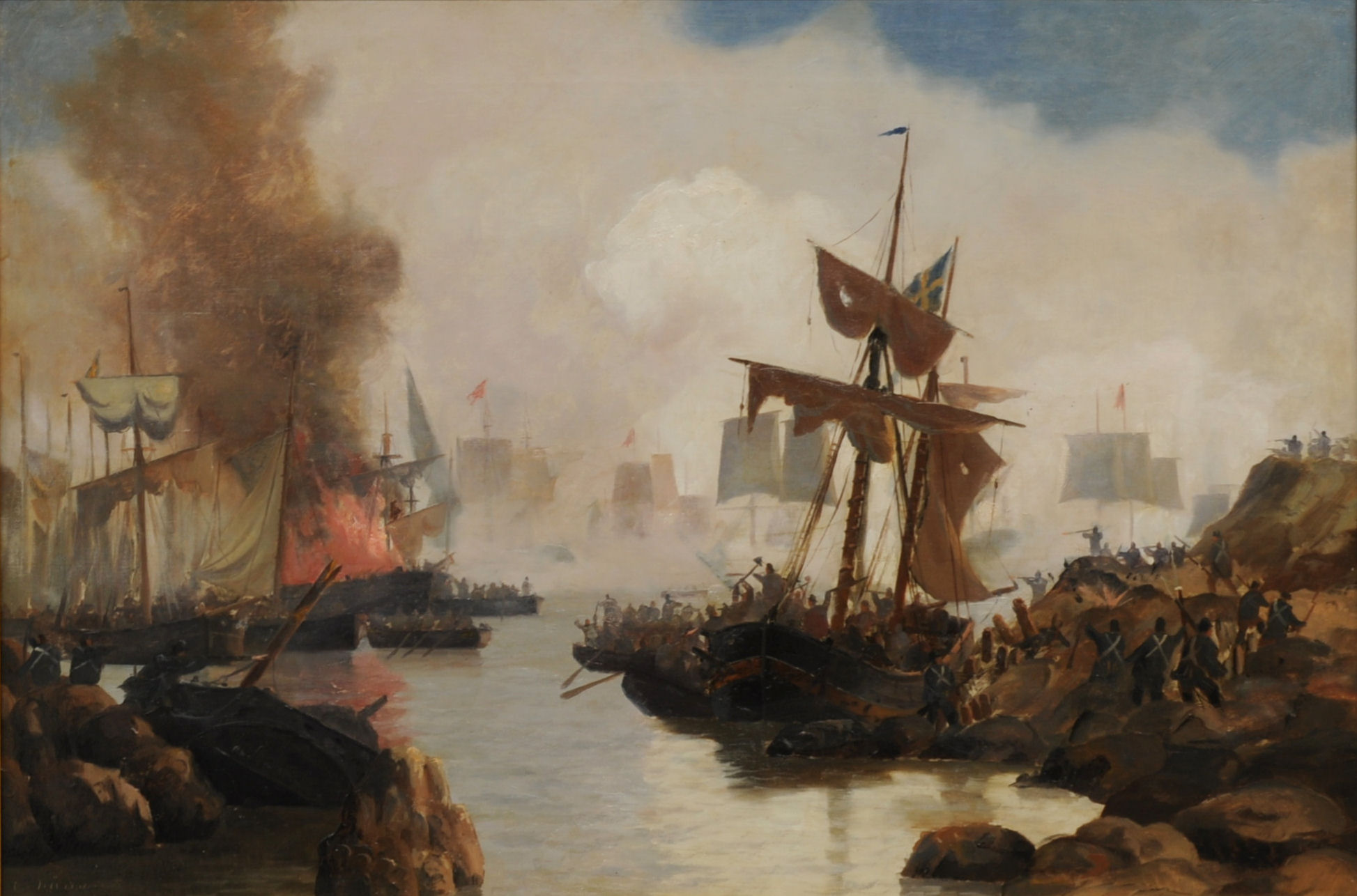
Tordenskjold e Dynekilen de Carl Neumann

A Batalha Naval do Fiorde Dynekilen foi uma batalha naval durante a Campanha da Noruega na Grande Guerra do Norte. Ocorreu em 8 de julho de 1716 no fiorde de Dynekilen entre uma frota dinamarquesa-norueguesa comandada por Peter Wessel Tordenskiold e uma frota sueca comandada pelo contra-almirante Olof Stromstierna. A derrota sueca na batalha é considerada uma virada decisiva na história e o motivo do fracasso da primeira campanha norueguesa do rei sueco Carlos XII.

## A batalha naval
Às 8h do dia 8 de julho, ele manobrou sua frota para o fiorde na fragata Hvide-Örn. A tripulação da ilha continuou atirando nos navios; mas eles eram muito rápidos e ágeis e podiam passar rapidamente pelo gargalo perto da ilha.
No fiorde ele se aproximou dos suecos com seus navios ao alcance de tiro e começou a atacar a nau capitânia sueca, a Stenbocken, sob o comando do almirante Stromstjerna.
Os navios da frota dinamarquesa dispararam contra cada navio sueco por vez. Por volta das 15h, todos os navios suecos foram abandonados por suas tripulações e alguns foram incendiados. Depois que a ilha costeira também foi conquistada pelos marinheiros dinamarqueses e seus canhões inutilizados, o capitão pôde começar a resgatar os navios suecos que haviam sido incendiados e encalhados.
Um navio após o outro foi conduzido para fora do fiorde estreito, cada um com uma tripulação de emergência. Enquanto os navios estavam sendo resgatados, os dinamarqueses eram constantemente alvejados por soldados suecos em terra. À saída do som, as tropas suecas tentaram posicionar novamente a sua artilharia de forma a impedir que os dinamarqueses saíssem do fiorde. Mas eles eram muito rápidos e por volta das 22h todos os navios haviam deixado o fiorde e alguns estavam a caminho de Copenhague.
O almirante sueco ficou sem navio, então ele ficou temporariamente preso no fiorde.

## Os navios envolvidos

### Flotilha dinamarquesa[1][2]
- Fragata Hvide-Örn (esta fragata sueca capturou Tordenskjold perto de Bülk)
- Peça moldura Arche Roa
- Moldura de peça Hjelperen
- Galera Príncipe Christian
- Galera Lovisa
- Cozinha Charlotta Amália
- galgos Galeote

### Frota sueca[1][2]
- Moldura da peça Stenbocken – capturada
- Galera Proserpina - capturada
- Galera Ulysses - capturado
- Galera Lucrezia - capturada
- Galera Wenden - afundado
- Galera Hekla - afundado
- Galera Kastor - afundado
- Galeote Skildpadden - afundado
- Meia galera Aquiles - capturado
- Meia galera Pollux - capturado
- Heitor da meia galera – capturado
- Meia galera Björnen – capturado
- Meia galera Sorte-Maren – capturada
- saveiro duplo ? - sequestrado
- barco a motor ? - sequestrado
- 28 barcos de transporte (19 sequestrados e 9 afundados)

## As consequências
O capitão Tordenskjold foi celebrado como o salvador da Noruega e o consolador do povo de Frederikshald, por causa do rei sueco Carlos XII. quebrou o cerco da cidade após a derrota em Dynekilen e recuou para o território sueco. A campanha norueguesa terminou em 18 de julho. De acordo com suas próprias declarações, o rei sueco havia perdido mais de 4 000 homens (de acordo com outras fontes, mais de 6 000 homens).